# Bangalore Choir
I Bangalore Choir sono una heavy metal band fondata nel 1991 a Los Angeles.

## Storia
La band riunitasi nel 1991 da David Reece, ex componente degli Accept con Ian Mayo (basso) e Jackie Ramos (batteria), mentre il chitarrista Joey Tafolla decise di rifiutare l'invito, al suo posto accettarono John Kirk e Curt Mitchell.
Nel 1992 con On Target, al cui interno vi era "Do The Dance", composto da Jon Bon Jovi e Aldo Nova.
Il gruppo si sciolse nel 1992, Reece, John Kirk, Ian Mayo e Jackie Ramos si riunirono nell'estate 2007 e nel 2008 pubblicarono il secondo album, intitolato Cadence che venne pubblicato il 24 settembre 2010 per la Metal Heaven Records.

## Formazione

### Formazione attuale
- David Reece - voce
- Curt Mitchell - chitarra
- John Kirk - chitarra
- Ian Mayo - basso
- Jackie Ramos - batteria

### Turnisti per l'album "Cadence"
- Curt Mitchell - chitarra
- Andy Susemihl - chitarra, basso, armonie vocali
- Danny Greenberg - basso
- Hans in't Zandt - batteria

## Discografia
- 1992 - On Target
- 2010 - Cadence
- 2012 - Metaphor